# 와일드 (2006년 영화)
와일드(The Wild)는 2006년 공개된 미국의 애니메이션 영화이다.
2006년 4월 14일 북미 극장에 개봉되었으며 8천만 달러 예산으로 1억 2백만 달러를 벌어들였다. 이 영화는 애니메이션에 대한 비판과 마다가스카르, 니모를 찾아서, 라이온 킹과 같은 영화와의 유사성으로 인해 비판적이고 상업적인 실패였다. C.O.R.E가 2010년 문을 닫기 전에 제작한 유일한 영화였다.

## 줄거리
센트럴 파크 동물원에 사는 사자 샘슨은 아들 라이언에게 아프리카 야생에서의 모험담을 들려주지만, 정작 라이언이 야생에 가고 싶어하자 반대한다. 동물원 폐장 후, 샘슨과 친구들은 거북 컬링 경기를 즐기지만, 라이언과 친구들이 일으킨 소동으로 위험에 처한다. 샘슨과 라이언은 다투게 되고, 라이언은 야생으로 간다는 소문을 듣고 화물 컨테이너에 몰래 탔다가 실수로 아프리카로 향하는 배에 실려 가게 된다.
샘슨은 비둘기 하미르의 도움으로 친구들과 함께 라이언을 찾아 나선다. 하수구를 통해 항구로 간 뒤, 배를 훔쳐 바다로 향하고, 도중에 갈매기 떼의 도움을 받아 라이언이 탄 배를 찾는다. 아프리카에 도착한 샘슨 일행은 화산 폭발로 인해 동물들이 대피하는 혼란 속에서 라이언을 놓친다.
라이언을 찾는 과정에서 샘슨은 자신이 사실 서커스 출신이며, 어릴 적부터 제대로 된 포효를 못 했다는 사실을 고백한다. 라이언은 코알라 나이젤을 숭배하는 누 떼에게 납치되고, 그들의 리더 카자는 나이젤을 '위대한 자'로 여기며 그를 이용해 먹이사슬을 바꾸려 한다. 샘슨은 라이언을 구하기 위해 두 마리 카멜레온의 도움을 받아 누 떼가 있는 화산으로 잠입한다.
위기에 처한 샘슨을 본 라이언은 용기를 내어 포효하고, 이를 계기로 샘슨은 카자를 제압한다. 라이언은 아버지 샘슨을 자랑스러워하고, 누 떼 역시 카자에게 실망하여 그를 버린다. 샘슨은 진정한 포효를 터뜨려 카자를 물리치고, 샘슨과 친구들, 그리고 누 떼는 화산 폭발에서 탈출한다. 결국 모두 다시 뉴욕 동물원으로 돌아오며 이야기가 마무리된다.

## 출연

### 주연
- 키퍼 서덜랜드
- 제임스 벨루시
- 에디 이자드
- 재닌 가로팔로
- 윌리암 샤트너
- 리차드 카인드
- 그렉 사이프스

### 조연
- 패트릭 워버튼
- 돈 체리
- 제이슨 코네리
- 콜린 커닝햄
- 크리스 에드거리
- 밥 조엘스
- 도미닉 스콧 케이
- 조나단 킴멜
- 클린턴 럽프
- 조셉 시라보
- 그렉 버그

## 기타
- 공동제작: 에드 덱터
- 공동제작: 제인 파크
- 공동제작: 존 J. 스트로스
- 미술: 크리스 파머
- 배역: 젠 루딘
- 시각효과부문: 김승혁
- Ass-PD: 짐 버튼